# Marina Wladimirowna Orlowa

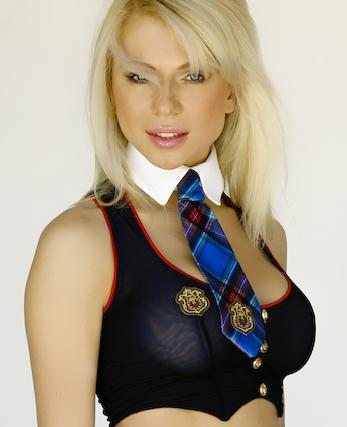
Marina Orlowa

Marina Wladimirowna Orlowa (russisch Марина Владимировна Орлова, englische Transkription Orlova; * 10. Dezember 1980 in Arsamas, Oblast Gorki) ist eine russische Anglistin, die als Betreiberin eines englischsprachigen YouTube-Kanals internationale Bekanntheit erlangte.
Ihr seit dem Jahr 2007 existierender You-Tube-Kanal HotForWords beschäftigt sich vornehmlich mit der Etymologie englischer Wörter und Redewendungen.

## Leben
Marina Orlowa wurde 1980 in Arsamas (Oblast Nischni Nowgorod), RSFSR, Sowjetunion geboren. Sie studierte Philologie an der Lobatschewski-Universität Nischni Nowgorod. Nach ihrem Abschluss unterrichtete sie für kurze Zeit Englisch und Literatur in Moskau. In einem Interview gab sie an, zwei Jahre in einem Laden gearbeitet zu haben, bevor sie an einem internationalen Austauschprogramm als Au-pair teilnehmen konnte. Sie kam in eine Kleinstadt in der Nähe von San Francisco zu einer Familie mit zwei Kindern.
Über einen Freund wurde sie auf Youtube aufmerksam und veröffentlichte im Frühjahr 2007 erste Videos auf ihrem YouTube-Channel HotForWords, der sich binnen eines Jahres zum erfolgreichsten Abo-Kanal dort entwickelte.
Orlowa wohnt in einem Apartment in Beverly Hills.

## You-Tube-KanalHotForWords

### Videoclip-Produktion
Marina Orlowa produziert wöchentlich fünf bis sieben inhaltliche Videoclips, die sich meist mit einem einzelnen etymologischen Wörterbucheintrag befassen. Die Clips haben eine Länge von zwei bis fünf Minuten und enthalten oft, aber nicht immer, folgende Elemente:
- Wiederkehrende Begrüßungs- und Belobigungsformeln
- Hausaufgaben für die Schüler (oft „Synonyme finden“)
- Quiz-Fragen
- Verkündigung des Gewinners der Wahl zum „Teacher’s Pet“
- Einblendungen von Fotografien von Marina Orlowa im Posing-Stil der Modebranche
- private Szenen (Hund knuddeln, mit – unsichtbarer – Schwester streiten)
- einfache Animationen und Geräusch-Einspielungen passend zum Lemma

Neben ihren eigentlichen Etymologie-Clips produziert Marina Orlowa hin und wieder kurze Videos, in denen Quiz-Fragen aufgelöst oder auf Nutzer-Einsendungen reagiert wird. Außerdem nimmt sie Mitschnitte von Fernsehsendungen, in denen sie als Gast auftritt oder in denen über sie berichtet wird, in ihren eigenen Youtube-Kanal auf.
Sie stilisiert sich selbst als eine Art intellektuelles Pin-up, kombiniert Sex mit Bildung.

### Web-Resonanz und Medien-Echo
Die von Marina Orlowa produzierten Videos werden monatlich fast 10 Millionen Mal aufgerufen (Gesamtzahl der Aufrufe aller Videos). Einzelne Videos wurden seit Erscheinen insgesamt bis zu 23 Millionen Mal angeschaut. Die Gesamtzahl der Abrufe all ihrer Videos liegt im April 2012 bei etwa 456 Millionen. Diese Fakten machen Marina Orlowa zu einer der erfolgreichsten privaten Videoproduzentinnen.
Diverse Internet-Publikationen, aber auch konventionelle Medien in den USA und anderen Staaten, berichteten mehrfach über Marina Orlowa. Sie selbst trat wiederholt als Expertin in der US-amerikanischen Fernsehshow The Bill O'Reilly Factor auf.

In einem Interview antwortete sie auf die Frage, wie sie es schaffe, Youtube-Nutzer für Wörter zu interessieren, kurz und prägnant mit:

„Everyone knows that sex sells.“

### Sonstiges
Marina Orlowa produzierte eine Episode, die das sowjetische Sturmgewehr AK-47 behandelt, in zwei Sprachversionen – englisch und russisch.
Im Juli 2023 gewann Orlowa mit ihrem provokativen Gemälde Birthing a bomb den 1. Preis (und 5.000 Pfund Sterling) der Londoner Kunstbiennale. Das 274 × 218 cm große ikonenhafte Bild zeigt Wladimir Putin als wohlbeleibte und gekrönte Frau eine Bombe gebärend, während ein ebenfalls nackter und gekrönter Donald Trump als Geburtshelfer agiert.

## Veröffentlichungen
Im August 2009 veröffentlichte Marina Orlowa ihr Buch Hot for Words: Answers to All Your Burning Questions About Words and Their Meanings. Es erschien bei HarperCollins, New York, ISBN 978-0-06-177631-1.